# Reipas Lahti
Lahden Reipas, česky Reipas Lahti, je finský fotbalový klub z Lahti. Do 40. let 20. století klub sídlil ve Vyborgu, ale po připojení města k Sovětskému svazu se klub přestěhoval do Lahti.

## Historie
Klub byl založen roku 1891 ve Vyborgu (finsky Viipuri) pod názvem Viipurin Reipas. Poté, co byly ve 40. letech 20. století postoupeny Viipuri a Karélie Sovětskému svazu, se klub přestěhoval do Lahti a v roce 1962 byl přejmenován.
Tým se 3× stal mistrem Finska.
V 80. letech 20. století v klubu vyrostl nejslavnější finský fotbalista Jari Litmanen.
Po sezóně 1996 se mužský tým spojil s týmem Kuusysi Lahti, čímž vznikl současný klub FC Lahti. Kuusysi a Reipas se měly dále soustředit na výchovu mládeže.
V roce 2012 se Reipas vrátil do mužských soutěží.

## Úspěchy
- Finská liga (3): 1963, 1967, 1970
- Finský pohár (7): 1964, 1972, 1973, 1974, 1975, 1976, 1978